# پرستاری ارتوپدی (مجله)
مجله پرستاری ارتوپدی (به انگلیسی: Journal of Orthopaedic Nursing) مجلهٔ نقد همترازی پرستاری و مراقبت‌های بهداشتی است که به وسیلهٔ انتشارات الزویر (Elsevier) و در زمینهٔ آموزش‌های تئوری و کاربردی حرفهٔ پرستاری ارتوپدی و پزشکی است.
مجله پرستاری ارتوپدی به صورت فصلی منتشر می‌شود و مجله رسمی کالج سلطنتی پرستاری (Royal College of Nursing)، انجمن پرستاری ارتوپدی و تروما (Society of Orthopaedic and Trauma Nursing) و کانون پرستاران ارتوپدی کانادا (Canadian Orthopaedic Nurses Association) است.
این مجله بوسیلهٔ پایگاه‌های دادهٔ سی‌آی‌ان‌ای‌اچ‌ال (CINAHL) و وینیتی (VINITI Database RAS) اندکس می‌شود.